# O'Higgins (region)
34°10′02″S 70°43′37″V / 34.16722°S 70.72694°V
O'Higgins er en af Chiles regioner og har nummer VI på den officielle liste. Regionen er opkaldt efter Bernardo O'Higgins, der var en af lederne af uafhængighedsbevægelsen i Chile i begyndelsen af det 19. århundrede. 
Regionen har et areal på 16.387 km² og grænser op til Valparaíso mod nordøst samt Santiago Hovedstadsregionen mod nord, mod syd til Maule, mod øst til Argentina og mod vest til Stillehavet. Hovedbyen er havnebyen Rancagua, og den anden vigtige by er San Fernando.

## Geografi og natur
I tiden før kvartærtiden var O'Higgins-regionen dækket af store skove af sydbøg.
Sammen med Valparaíso og Coquimbo er O'Higgins hjemsted for den sjældne og truede honningpalme (jubaea chilensis). Denne art, der er endemisk  for Chile, havde i forhistorisk tid en langt større udbredelse, men  menneskets inddragelse af dens naturlige habitat til beboelse og  landbrug har betydet en voldsom tilbagegang for dens udbredelse.

## Historie
I perioden mellem 9000 f.Kr. og 300 f.Kr. vandrede de mennesker, der beboede området, mellem kystområdet og dalene samt Andesbjergene. På steder som Pichilemu, Cáhuil og Bucalemu har man fundet køkkenmøddinger, der bærer vidnesbyrd om deres vandringer. I perioden 300 f.Kr. – 1470 e.Kr. ændrede livet sig for beboerne, idet de lærte sig at dyrke afgrøder og lave genstande i ler. Afgrøderne omfattede bønner, majs, squash, græskar og quinoa, og da dyrkningen af flere af disse krævede vanding, bosatte menneskerne sig tæt ved vandløb. Folkene tilhørte stammer som promaucaer og boede i hytter med stråtag. I kolonitiden (1541-1811) kom regionen i lighed med resten af landet under spansk kulturel dominans, og området blev efterhånden præget af store gårde.

## Administration
O'Higgins er opdelt i tre provinser: Cachapoal, Los Andes og Colchagua. Disse provinser er igen opdelt i sammenlagt 33 kommuner.

## Demografi
I  regionen boede der ved folketællingen i 2002 780.627 mennesker, hvoraf en stor del bor i landdistrikter (kun Maule har en større andel boende i landdistrikter). De største bymæssige bebyggelser er hovedbyen Rancagua med 206.971 indbyggere; byen, der også er hovedby i Cachapoal-provinsen, er i de senere år gået hen og blevet en del af Storsantiago, idet selve hovedstaden ligger 87 km mod nord. 
Af andre større byer i regionen finder man San Fernando (49.519 indbyggere), Rengo (30.891), Machalí (23.920), Graneros (21.616), San Vicente de Tagua Tagua (18.914) og Santa Cruz (18.603). Pichilemu med 9.027 indbyggere er en kendt badeby, der blev grundlagt af Agustin Ross Edwards i slutningen af det 19. århundrede.

## Økonomi og beskæftigelse
Den vigtigste indtægtskilde for regionen stammer fra Codelcos kobbermine, El Teniente. Kobberproduktionen herfra udgør 7,7% af landets samlede kobberproduktion. Malmen forarbejdes i anlæg i Sewell og Colón og smeltes og raffineres i Caletones, inden den udskibes fra havnen i San Antonio i Valparaíso. I minen finder man desuden mindre mængder af molybdæn og sølv.
Landbrug udgør 30,1% af regionens BNI. Hver fjerde af Chiles frugtplantager findes i O'Higgins med æbler og pærer som de vigtigste afgrøder fulgt af druer, blommer, kiwi og mandariner.
Industrien i området er primært relateret til minedriften og landbrugsproduktionen samt fremstilling af fødevarer. Blandt de nyeste tiltag er produktionen af frugtjuice og tørret frugt.
I de seneste år er der sket en intensivering af indsatsen i skovbruget med plantning af især eukalyptus og monterey-fyr.

## Kultur
Lokalt kendes området som "huaso-området" efter de lokale cowboys, kaldet huasoer. Forskellige af huasoernes beklædningsgenstande som bælter væves i Doñihue på tunge, lodrette væve. Mønstrene herpå er blandt andet vinblade, druer og kogler. Andre steder væver man på vandrette væve stribede mønstre.
Beboerne er en blanding af folk af europæisk afstamning samt folk med lokale indianske rødder, og der er markant gruppe af mestizer. Blandt indvandrerne i regionen er der især mange fra Spanien, især Andalusien, Baskerlandet, Aragonien og Navarra. Derudover er der familier med franske eller italienske rødder, især i landbruget, hvor de har været nogle af initiativtagerne til den chilenske vinproduktion. Folk med tyske eller schweiziske rødder har etableret bryggerier, mens dyrehold især findes blandt folk med britiske, græske eller jugoslaviske rødder.
Med den stigende popularitet af de chilenske vine har man etableret Vinruten i Colchagua-dalen.
I regionen finder man også mindre grupper af nordamerikanske indianere af cherokee-afstamning. De stammer fra en indvandring i slutningen af det 19. århundrede, hvor de hvide nybyggere i Oklahoma foranledigede, at de oprindelige beboere enten skulle affinde sig med at bo i reservater eller forsøge at skabe en ny tilværelse i Chile. Der er desuden en ikke ubetydelig gruppe aartier, folk med indisk baggrund, der stammer fra indforskrevne jernbanearbejdere fra begyndelsen af det 20. århundrede.